# Устянська сільська рада (Корецький район)
Устянська сільська́ ра́да — орган місцевого самоврядування в Корецькому районі Рівненської області. Адміністративний центр — село Устя.

## Загальні відомості
- Устянська сільська рада утворена в 1946 році.
- Територія ради: 51,631 км²
- Населення ради: 1 196 осіб (станом на 2001 рік)
- Територією ради протікають річки Случ, Корчик.

## Населені пункти
Сільській раді підпорядковані населені пункти:
- с. Устя
- с. Дерманка
- с. Франкопіль

## Склад ради
Рада складається з 16 депутатів та голови.
- Голова ради: Романчук Зоя Федорівна
- Секретар ради: Шилан Галина Василівна

### Керівний склад попередніх скликань
| Прізвище, ім'я, по батькові | Основні відомості                                                                       | Дата обрання | Дата звільнення |
| --------------------------- | --------------------------------------------------------------------------------------- | ------------ | --------------- |
| Романчук Зоя Федорівна      | Сільський голова, 1960 року народження, освіта середня спеціальна, позапартійна         | 26.03.2006   | 31.10.2010      |
| Романчук Зоя Федорівна      | Сільський голова, 1960 року народження, освіта середня спеціальна, член Народної партії | 31.10.2010   |                 |

Примітка: таблиця складена за даними сайту Верховної Ради України